# Liste der Träger der Medalha de Ouro da Cidade de Almada
Die Medalha de Ouro ist eine hohe Auszeichnung, die die portugiesische Stadt Almada vergeben kann. Ausgezeichnet werden Personen, die sich in Ausübung ihrer Funktionen Verdienste im sozialen, kulturellen, gesellschaftlichen, wissenschaftlichen, wirtschaftlichen oder politischen Bereich erworben haben.

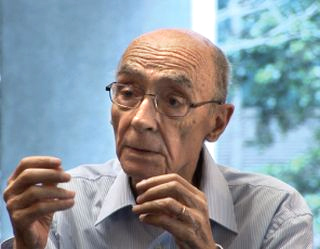
José Saramago

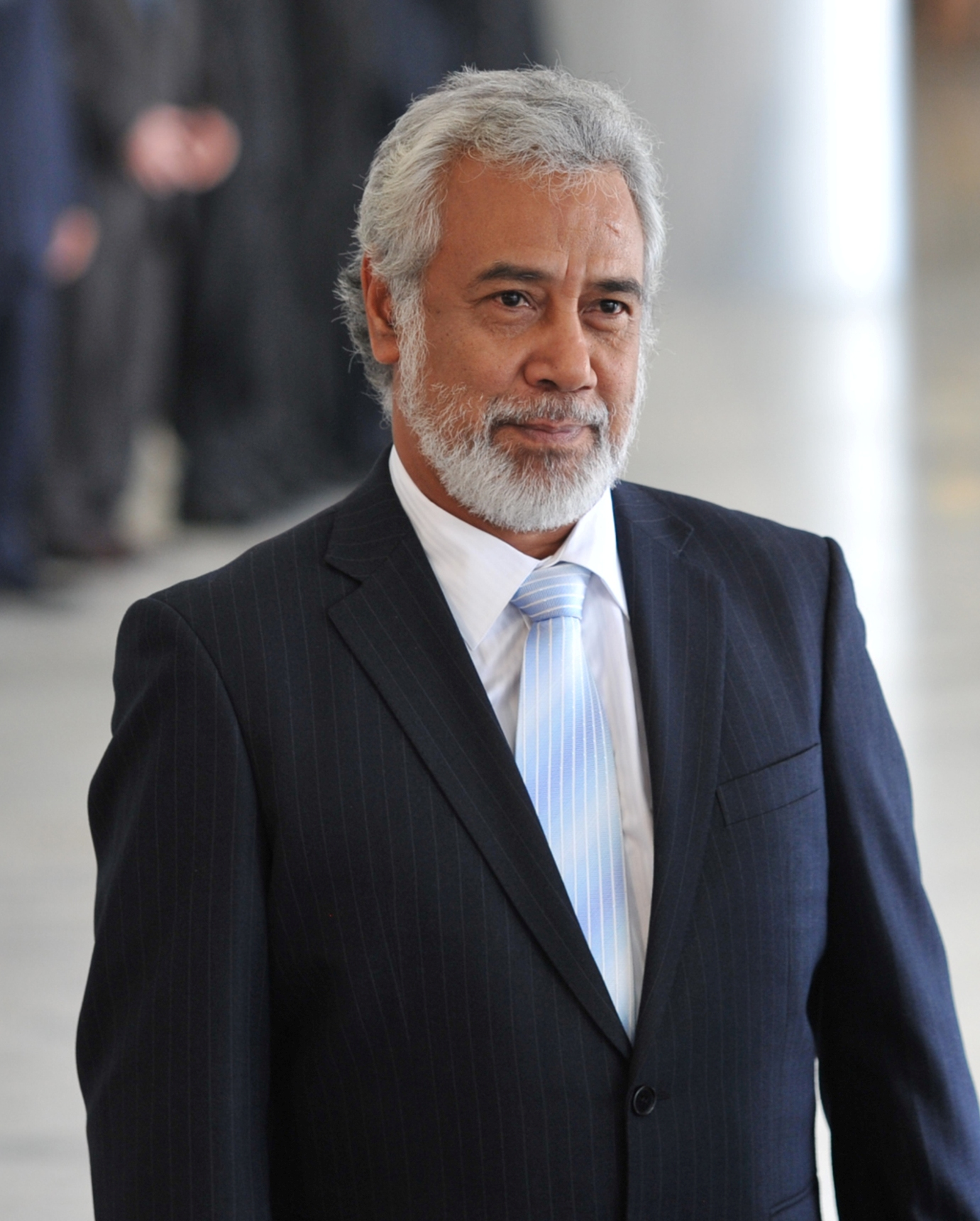
Xanana Gusmão

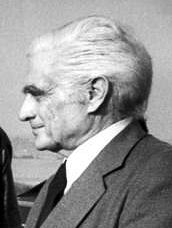
Álvaro Cunhal

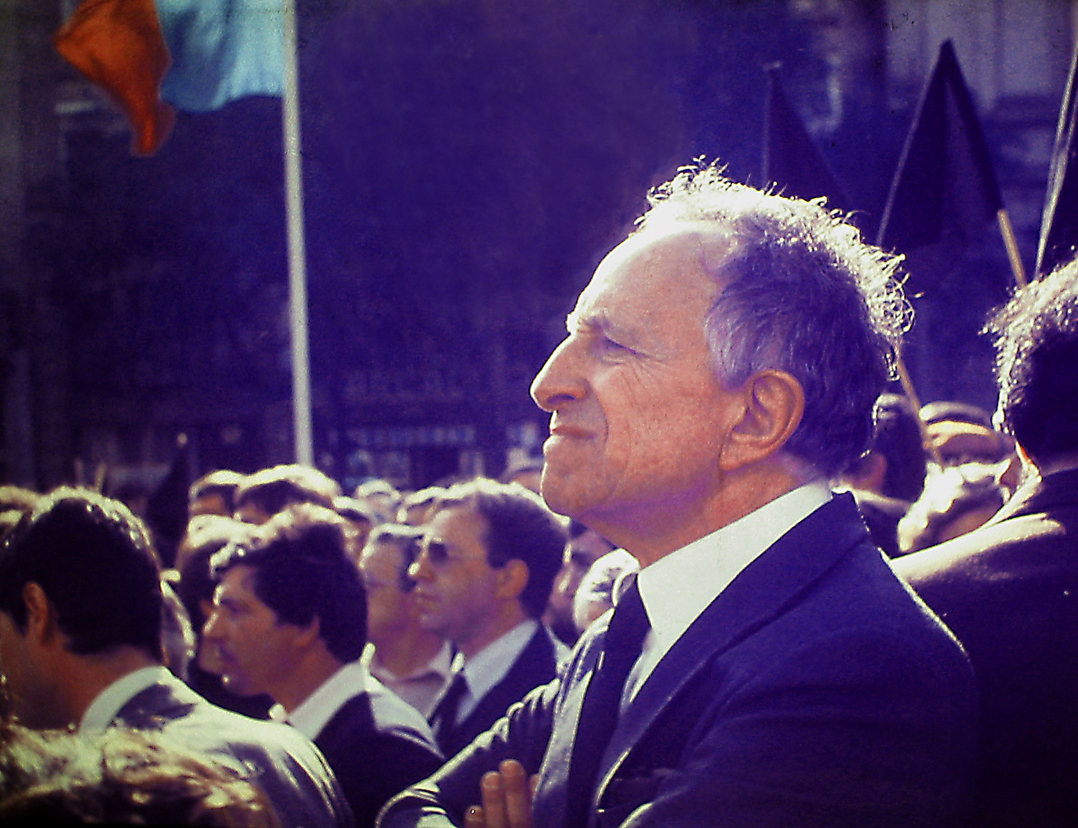
Vasco Gonçalves

1. Adelaide Coutinho
verliehen am 24. Juli 1975
2. Eduardo Alves
verliehen am 14. Oktober 1976
3. José Braz
verliehen am 14. Oktober 1976
4. Fernando Lopes-Graça
verliehen am 4. März 1977
5. Henrique Barbeitos
verliehen am 6. Mai 1977
6. Romeu Correia
verliehen 1978
7. José Júlio Ferraz
verliehen am 19. Januar 1979
8. Manuel Cargaleiro
verliehen am 6. Juni 1994
9. Manuel Martins
verliehen am 6. Juni 1994
10. José Saramago
verliehen am 7. Dezember 1999
11. Leopoldo Guimarães
verliehen am 20. Juni 2000
12. Rogério Ribeiro
verliehen am 20. Juni 2000
13. Xanana Gusmão
verliehen im Juni 2004
14. Salgueiro Maia
verliehen im November 2004
15. José Martins Vieira
verliehen am 10. September 2005
16. José Manuel Maia
verliehen am 3. Juni 2006
17. Henrique de Barros
verliehen am 19. Juni 2006
18. Álvaro Cunhal
verliehen am 19. Juni 2006
19. Vasco Gonçalves
verliehen am 19. Juni 2006
20. Luís Nunes de Almeida
verliehen am 19. Juni 2006
21. António Sousa da Câmara
verliehen am 20. Juni 2007
22. Henrique Carreiras
verliehen am 20. Juni 2007
23. Joaquim Benite
verliehen am 15. Juli 2009
24. Carlos Paredes
verliehen ?
25. Emília Lídia da Fonseca
verliehen ?